# 양산 통도사 봉발탑
양산 통도사 봉발탑(梁山 通度寺 奉鉢塔)은 대한민국 경상남도 양산시 하북면, 통도사에 있는 고려시대의 탑이다. 1968년 12월 19일 대한민국의 보물 제471호로 지정되었다.
통도사 봉발탑 높이는 약 3m이다. 통도사의 용화전 앞에 세워져 있다. 기단부와 발형(鉢形)의 신부(身部)로 된 석조물로서 하대석은 사각형 지대석 위에 놓였고 원형의 측면에 두 줄의 테를 둘렀다.

## 개요
영축산(靈鷲山)에 자리한 통도사는 우리나라 3보사찰 가운데 하나인 불보사찰(佛寶寺刹)이며, 선덕여왕 15년(646)에 자장율사가 세운 절이다. 자장율사가 당나라로부터 귀국할 때 가져온 불사리와 승복의 하나인 가사(袈裟), 그리고 우리나라 최초로 대장경을 모시고 창건하였기 때문에 초창기부터 중요한 절이었다.
이 봉발탑은 통도사의 용화전 앞에 서 있는 것으로 무슨 용도인지는 알 수 없으나, 석가세존의 옷과 밥그릇을 미륵보살이 이어받을 것을 상징한 조형물인 것으로 여겨진다. 기본형태는 받침부분 위에 뚜껑있는 큰 밥그릇을 얹은 듯한 희귀한 모습이다. 받침부분의 돌은 아래·가운데·윗부분으로 구성되며 장고를 세워 놓은 듯한 모양이다. 받침돌 위에는 뚜껑과 높은 굽받침이 있는 그릇 모양의 석조물이 있다.
만들어진 연대는 연꽃조각과 받침부분의 기둥 양식으로 보아 고려시대로 추정되지만, 받침부분과 그릇 모양의 조각물과는 품격의 차이가 느껴지므로 동시대의 작품인지 의문을 갖게 된다.

## 같이 보기
- 통도사

## 참고 자료
- 양산 통도사 봉발탑 - 국가유산청 국가유산포털